# École des hautes études commerciales (Koléa)
 (décembre 2020).
L'École des Hautes Études Commerciales d'Alger EHEC - Boualem Oussedik (ex-INC d'Alger) est une école hors université (établissement d'enseignement supérieur) publique algérienne, de formation en sciences commerciales, financières et de gestion créée en 1970 à Alger et basé actuellement à Koléa, en Algérie.

## Historique
Créé en 1970 sous la dénomination de l’Institut de Technologie du Commerce (ITC), basé dans le quartier de Ben Aknoun (11 chemin Mokhtar Doudou) et placé sous la tutelle du ministère du commerce algérien.
En août 1983, l’ITC fût transformé en Institut National de Commerce (INC), toujours sous la tutelle administrative du ministère du Commerce et celle pédagogique du ministère de l’enseignement supérieur et de la recherche scientifique en tant qu’INFS (Institut National de Formation Supérieure).
En juillet 2008, l’Institut National de Commerce fut transformé en école hors université sous la dénomination d’Ecole Nationale Supérieure de Commerce mais en octobre 2009, la dénomination de l’ENSC a été modifiée en Ecole des Hautes Etudes Commerciales EHEC, avec l’acronyme de HEC Alger. Le 8 décembre 2009, l'école a adopté officiellement le logo de HEC Alger. 
Depuis 2014, l'EHEC a quitté son siège natal vers le nouveau campus situé à Koléa (wilaya de Tipaza).
En 2017, à l'occasion de la journée nationale du savoir du 16 Avril, l'École a été baptisée au nom de Boualem Oussedik, révolutionnaire et combattant de la guerre d'Algérie.

## Admission
L'admission à l'école est ouverte à tous les bacheliers, pour intégrer le premier cycle préparatoire de deux ans, puis à la suite d'un concours national, le parcours est complété par un deuxième cycle de trois ans débouchant sur un diplôme de Master.

## Formations
Après avoir passé le concours d'accès au second cycle, l'école propose les formations suivantes :
- Management et entrepreneuriat,
- Finances, Banque et Assurances;
- Comptabilité et Audit;
- Management pour ingénieurs;
- Commerce international ;
- Marketing management;
- Marketing digital;
- Distribution et commerce connectés;
- Management de la chaine logistique.

- Finance et comptabilité ;
- Marketing ;
- Distribution & supply chain management ;
- Affaires Internationales.

De plus, une Post-graduation spécialisée est ouverte aux personnes spécialisés dans le domaine des sciences commerciales et Gestion.